# Jaguaribe Carne
Jaguaribe Carne é um grupo formado em 1974 pelos irmãos Pedro Osmar e Paulo Ró, que na época residiam no bairro do Jaguaribe no centro de João Pessoa. Destaca-se por ter sido um dos primeiros grupos a fundir elementos estéticos da música experimental e da performance com elementos da música folclórica local.
Tendo sido fundado em plena ditadura militar, o Jaguaribe Carne teve uma atuação que ia para além da música. Auto-intitulados um grupo de "guerrilha cultural", o grupo movimentava a vida do bairro com saraus, happenings, exibições de filmes e um trabalho social de inclusão através da arte, tocando frequentemente na rua, em escolas, bibliotecas, teatros e outros espaços públicos. O posicionamento político radical à esquerda aproximou o grupo do movimento punk que nascia na cidade na década de 1980. No mesmo período, fizeram parte do núcleo do PT e participaram do "Movimento Contra a Carestia" organizado pelo PCdoB.
O caráter aberto e improvisado do Jaguaribe Carne permitiu que sua formação mudasse constantemente, orbitando ao redor dos irmãos Pedro e Paulo. Nomes como Chico César, Escurinho, Totonho e Jarbas Mariz passaram pelo grupo em seus anos iniciais. Ao longo do tempo o grupo se tornou mais conhecido e ultrapassou a fronteira da Paraíba, chegando a se apresentar no Festival de Jazz de Montreux em 1999. O CD de 2003, "Vem no Vento", conta com participações de Zeca Baleiro, Xangai, Elba Ramalho, Vital Farias, Elomar, entre outros.
O grupo foi retratado em 2007 no documentário de curta-metragem Jaguaribe Carne: alimento da Guerrilha Cultural.

## Discografia
- 1993 - Jaguaribe Carne Instrumental
- 2003 - Vem no Vento